# Algerisch-marokkanische Beziehungen
Die Algerisch-marokkanischen Beziehungen sind trotz zahlreicher kultureller und sprachlicher Gemeinsamkeiten zwischen beiden Nachbarländern stark belastet. Für Konflikte sorgte in der Vergangenheit besonders die Unterstützung Algeriens für die Frente Polisario in der Westsahara. 1963 führten beide Länder einen kurzen Krieg, den Algerisch-Marokkanischen Grenzkrieg um die Region Tindūf, auf die Marokko als Teil eines Großmarokko Anspruch erhob. 1994 kam es nach der Ermordung zweier spanischer Touristen in Marokko zu einem diplomatischen Eklat und die Grenze zwischen Algerien und Marokko wurde geschlossen, was die ökonomische Entwicklung beider Länder danach negativ beeinflusste. Sie ist heute (Stand: 2024) weiterhin geschlossen. Im August 2021 kam es zu einer weiteren Verschlechterung der Beziehung, als Algerien die Beziehungen zu Marokko abbrach. Algerien beschuldigte Marokko, die separatistische Bewegung für die Autonomie der Kabylei zu unterstützen, als Vergeltung für die historische Unterstützung Algeriens für die Unabhängigkeit der Demokratischen Arabischen Republik Sahara in der Westsahara, die Marokko als sein Staatsgebiet ansieht.
Neben den politischen Streitigkeiten trennt beide Länder auch eine unterschiedliche außenpolitische Orientierung. Marokko gilt als enger Partner der Vereinigten Staaten und erkannte den Staat Israel 2020 diplomatisch an. Algerien lehnte dies ab und steht der Volksrepublik China und Russland deutlich näher. Diese Differenz geht noch auf den arabischen Kalten Krieg der 1960er Jahre zurück, als es zur Konfrontation zwischen den prowestlichen arabischen Monarchien und den panarabischen sozialistischen arabischen Republiken kam, welche mit dem Ostblock verbündet waren.

## Geschichte

### Vorgeschichte

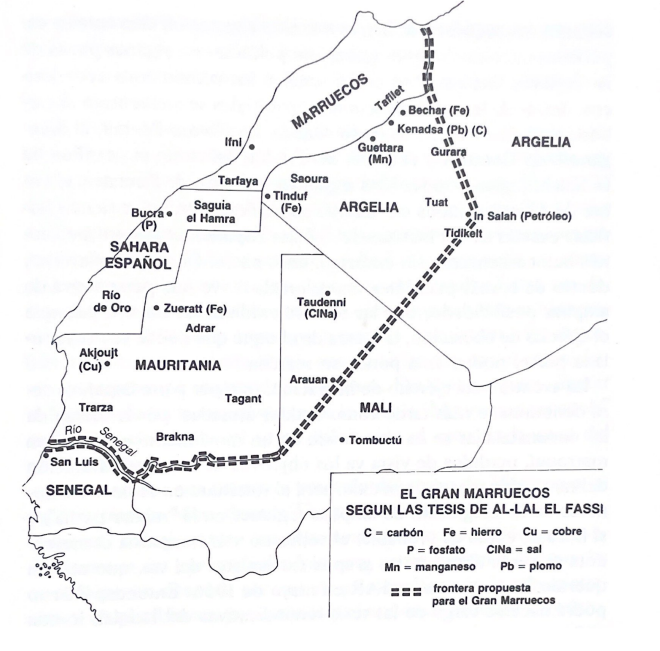
Maximale Gebietsforderungen Marokkos (Großmarokko)

Die kulturellen, wirtschaftlichen und politischen Kontakte zwischen den Gebieten beider Staaten lassen sich bis in die Antike zurückverfolgen. Im 7. Jahrhundert begann die arabische Eroberung und die Islamisierung des Magreb und 709 befand sich Nordafrika unter Kontrolle der Umayyaden. Es kam noch über Jahrhunderte zu verschiedenen Berberaufständen gegen die arabische Herrschaft und der Etablierung semiautonomer Staaten. Das Marokko der Saadier und Alawiden führte zahlreiche Kriege gegen die osmanische Regentschaft Algier zwischen dem 16. bis und frühen 19. Jahrhundert. Nach der Eroberung Algeriens durch die Franzosen 1830 unterstützte Marokko anfangs den algerischen Widerstand gegen die Besetzung durch eine westliche Macht. Nach seiner Niederlage gegen die Franzosen in der Schlacht von Isly war der marokkanische Sultan Mulai Abd ar-Rahman allerdings gezwungen, seine Unterstützung für den algerischen Widerstandskämpfer Abd el-Kader aufzugeben. Dieser "Verrat" wurde dadurch verursacht, dass der Sultan weitere Bombardierungen seines Staatsgebiets durch die Franzosen vermeiden wollte. Frankreich und Marokko einigten sich auf eine Grenze bis zum Atlasgebirge als Nordgrenze zum französischen Algerien, die danach bestehen blieb. Später fiel auch Marokko unter koloniale Herrschaft und wurde zwischen Spanien und Frankreich aufgeteilt. 1912 wurde die südliche Grenze zwischen dem französischen Protektorat Marokko und Französisch-Algerien mit der Varnier-Linie festgelegt. Nachdem Marokko 1956 unabhängig geworden war, erhielt die Nationale Befreiungsfront (FLN) Algeriens Finanzmittel, Waffen und medizinische Ausrüstung aus Marokko, das auch den Anführern der FLN Unterschlupf bot und dem Nachbarn damit bei ihrem antikolonialen Befreiungskampf gegen die Franzosen half. Dies erfolgte trotz der ideologischen Differenzen zwischen der marokkanischen Monarchie und der arabisch-nationalistischen FLN, welche republikanisch eingestellt war.

### Nach 1962

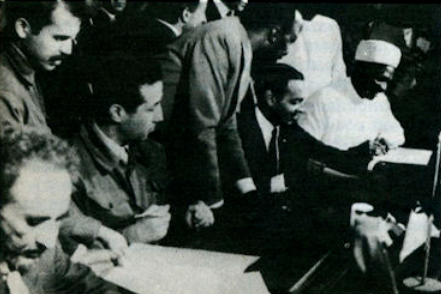
Bamako-Abkommen zwischen Marokko und Algerien (1963)

Algerien erhielt schließlich 1962 seine Unabhängigkeit und nahm offizielle diplomatische Beziehungen zu Marokko auf. Fast unmittelbar danach begannen die beiden Länder jedoch sich um Territorien zu streiten. Die nationalistische Istiqlal-Partei forderte die Errichtung von Großmarokko, ein Gebilde, dessen Grenzen ganz Marokko, die Westsahara, Mauretanien und Teile von Mali und Algerien umfassen sollten. Die Grenzstreitigkeiten konnten nicht gelöst werden und führten zu Scharmützeln entlang der algerisch-marokkanischen Grenze und schließlich zum Ausbruch des Algerisch-Marokkanischen Grenzkrieg im Jahr 1963. Der Streit drehte sich darum, dass Marokko Anspruch auf die Region um Tindūf erhob. Nach zweimonatigen Kämpfen einigten sich Algerien und Marokko auf einen Waffenstillstand, der am 29. und 30. Oktober 1963 mit dem Bamako-Abkommen vereinbart wurde. Am Tag des offiziellen Waffenstillstands am 1. November forderte der algerische Präsident Ben Bella die Evakuierung der marokkanischen Streitkräfte aus Hassi-Beida und Tindūf. Die marokkanischen Soldaten weigerten sich, woraufhin die marokkanische Stadt Figuig von Algerien bombardiert wurde. Nach einem zweiten Waffenstillstand am 20. Februar 1964 zogen sich die marokkanischen Truppen schließlich aus Hassi-Beida und Tindūf sowie die algerischen Truppen aus Figuig zurück. Mit dem Vertrag von Ifrane vom Januar 1969 vereinbarten beide Seiten eine Verbesserung ihrer Beziehungen und 1972 gab Marokko seine Forderungen auf Tindūf auf, verlangte von Algerien allerdings die Anerkennung des marokkanischen Anspruchs auf Spanisch-Sahara (Westsahara), wozu sich Algerien zunächst bereit erklärte.
Nach der Ankündigung Spaniens, seine Kontrolle über Spanisch-Sahara 1975 aufzugeben, brachen die Beziehungen zwischen Marokko und Algerien, die bis dahin geschlossen aufgetreten waren, zusammen. Algerien machte zwar keine eigenen Gebietsansprüche geltend, war aber gegen die Übernahme des Gebiets durch einen seiner Nachbarn und unterstützte den Wunsch der Frente Polisario, in dem Gebiet eine unabhängige Nation zu schaffen. Vor der spanischen Evakuierung hatte die spanische Regierung zugestimmt, das Gebiet an Marokko zu übergeben, wobei auch Mauretanien Gebietsansprüche erhob. Diese Vereinbarung verstieß gegen eine Resolution der Vereinten Nationen (UN), in der alle historischen Ansprüche Mauretaniens oder Marokkos als unzureichend erklärt worden waren, um eine territoriale Übernahme zu rechtfertigen. Algerien unterstützte infolgedessen die Frente Polisario militärisch, welche einen unabhängigen Staat in der Westsahara etablieren will, was algerische und marokkanische Streitkräfte erneut in einen Konflikt miteinander brachte. Die diplomatischen Beziehungen wurden abgebrochen und Algerien wies 45.000 marokkanische Familien aus. 1976 erkannte Algerien die Demokratische Arabische Republik Sahara diplomatisch an, dessen Zentrum sich de-Facto in Tindūf auf algerischem Staatsgebiet befindet.

Mitglieder der Union des Arabischen Maghreb

Der Krieg in der Westsahara lief sich in den 1980er Jahren fest und endete ohne einen klaren Sieger. Algerien und Marokko begannen sich wieder anzunähern und 1988 wurden die diplomatischen Beziehungen wieder aufgenommen. Außerdem wurde die Union des Arabischen Maghreb 1989 gegründet. Diese Regionalorganisation sollte einen gemeinsamen Markt der Maghreb-Staaten schaffen und die regionale wirtschaftliche Integration vertiefen. Der Westsahara-Konflikt sollte dagegen von der UN bearbeitet werden. Die Umsetzung dieser Vorhaben scheiterte allerdings an einem erneuten diplomatischen Konflikt, der 1994 begann. Auslöser war die Ermordung zweier spanischer Staatsbürger in Marokko durch algerische und marokkanische Staatsbürger, wobei Marokko den algerischen Geheimdienst beschuldigte, hinter den Morden zu stecken. Marokko verhängte eine Visumspflicht für Algerier und Staatsangehörige algerischer Herkunft. Die algerische Regierung reagierte umgehend mit der Schließung der Grenze zu Marokko. Zusätzlich dazu stagnierten die Verhandlungen in der Westsahara und Algerien warf Marokko vor, die Aufständischen der Islamischen Heilsfront und der Groupe Islamique Armé während des Algerischen Bürgerkriegs zu unterstützen.
Nach dem Amtsantritt von Abd al-Aziz Bouteflika als algerischer Präsident 1999 wurden einige Bemühungen zur Annäherung beider Staaten unternommen und es kam zu hochkarätigen Staatsbesuchen. Bouteflika nahm an der Beerdigung von Hassan II. von Marokko teil und rief in Algerien eine dreitägige Staatstrauer aus. Beide Länder konnten sich allerdings nicht auf eine Öffnung der gemeinsamen Grenze und der Beilegung anderer Differenzen einigen und ab 2013 verschlechterten sich die Beziehungen wieder. Im August 2021 beschuldigte Algerien Marokko und Israel, die Bewegung für die Autonomie der Kabylei zu unterstützen. Der algerische Präsident Abdelmadjid Tebboune beschuldigte diese, an den Waldbränden in Nordalgerien beteiligt zu sein, ohne Beweise vorzulegen. Am 24. August 2021 kündigte der algerische Außenminister Ramtane Lamamra den Abbruch der diplomatischen Beziehungen zu Marokko an und warf dem Land "feindselige Akte" gegen Algerien vor. Am 27. August 2021 schloss Marokko seine Botschaft in Algier, und am 22. September 2021 beschloss der Oberste Sicherheitsrat Algeriens, seinen Luftraum für alle marokkanischen zivilen und militärischen Flugzeuge zu sperren.

## Wirtschaftsbeziehungen
Die Wirtschaftsbeziehungen zwischen beiden Ländern wurden bisher durch die schlechten politischen Beziehungen behindert. Die Grenze zwischen beiden Staaten war erstmals von 1976 bis 1988 geschlossen. Als sich ein blühender Grenzhandel zwischen beiden Ländern entwickelt hatte, wurde die Grenze 1994 erneut geschlossen, weshalb nur wenig intensive Handelsbeziehungen bestehen. Beide Länder haben hohe Zölle auf Importe aus dem jeweils anderen Land erhoben und hohe Militärausgaben durch die Rivalität beider Staaten stellt eine zusätzliche Belastung für die zivile Wirtschaft dar. Ein durch die Union des Arabischen Maghreb beschlossenen gemeinsamer Markt konnte so bisher nicht umgesetzt werden und auch die Umsetzung einer größeren Mittelmeerunion wurde behindert.
Angesichts der Verschlechterung der Beziehungen zu Marokko hat Algerien beschlossen, den Vertrag über die Maghreb-Europa-Gaspipeline (GME), der am 31. Oktober 2021 auslief, nicht zu verlängern. Ab dem 1. November werden die algerischen Erdgasexporte nach Spanien und Portugal in erster Linie über die Medgaz-Pipeline abgewickelt (mit der kurzfristigen Möglichkeit, den weiteren Bedarf entweder durch den Ausbau der Medgaz oder durch den Transport von LNG zu decken).

## Kulturbeziehungen

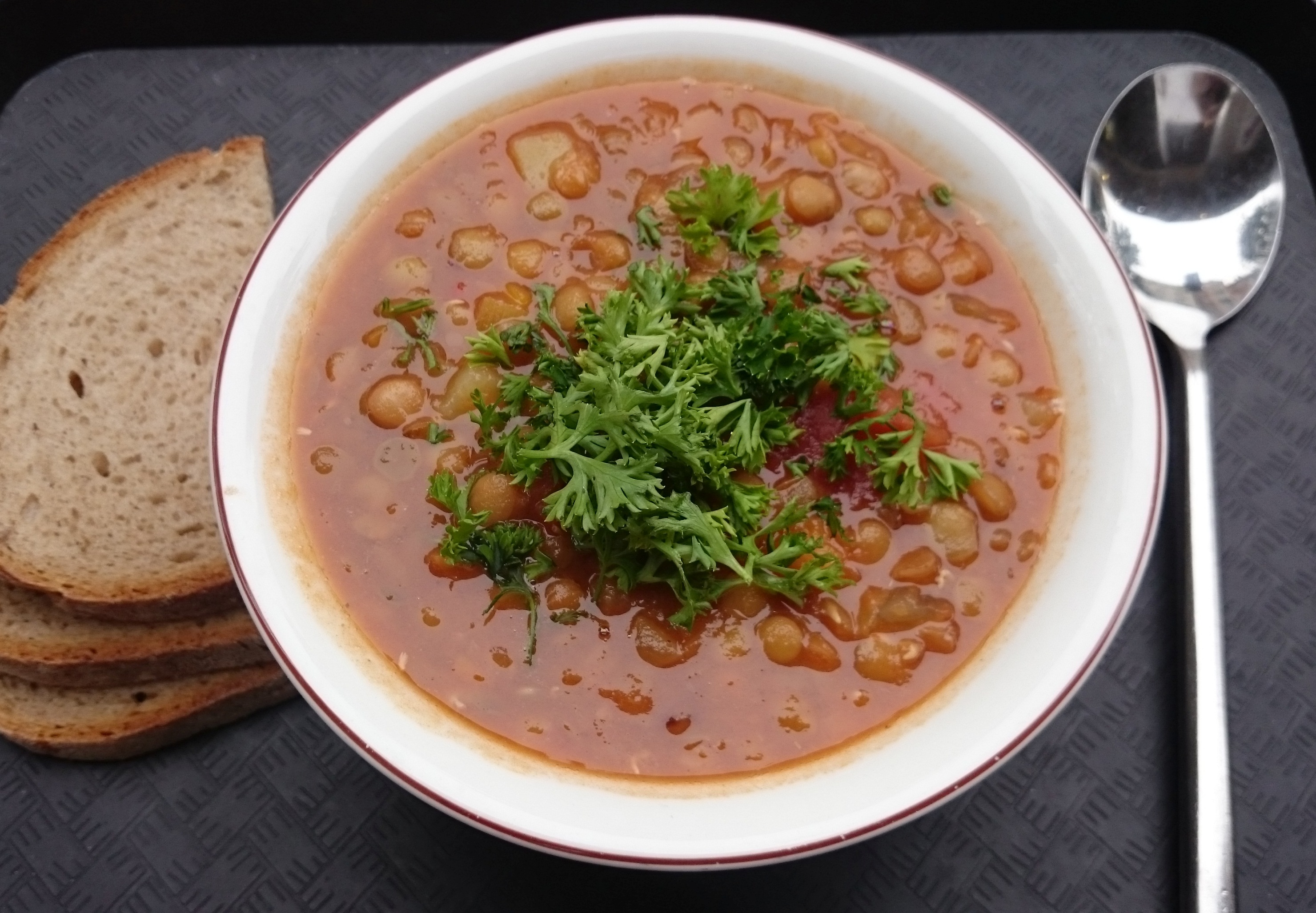
Harira-Suppe

Die kulturellen Beziehungen zwischen Marokko und Algerien haben eine reiche Geschichte, die Jahrhunderte zurückgehen. Die beiden Nachbarländer haben zahlreiche kulturelle, sprachliche und historische Gemeinsamkeiten, die ihre Interaktionen im Laufe der Zeit geprägt haben. Sprache spielt eine wichtige Rolle in der kulturellen Verbindung zwischen Marokko und Algerien. Beide Länder verbindet die arabische Sprache, wobei der Maghreb-Dialekt in verschiedenen Ausprägungen gesprochen wird. Die Dialekte weisen jedoch Ähnlichkeiten auf, die eine effektive Kommunikation und einen kulturellen Austausch ermöglichen. Darüber hinaus werden Berbersprachen, insbesondere die Tamazight-Dialekte, in beiden Ländern von einer beträchtlichen Anzahl von Menschen gesprochen, doch ist es schwierig, die genaue Anzahl der Sprecher aufgrund fehlender Statistiken zu ermitteln. Auch bei der Küche gibt es zahlreiche Gemeinsamkeiten. Grundlegende Gerichte wie Couscous, Tagine, Pastilla und Harira werden auf beiden Seiten der Grenze gegessen, wenn auch mit regionalen Unterschieden.